# Lilltjärnen (Arbrå socken, Hälsingland)
Lilltjärnen är en sjö i Bollnäs kommun i Hälsingland och ingår i Ljusnans huvudavrinningsområde. Sjön är 2,3 meter djup, har en yta på 0,037 kvadratkilometer och befinner sig 217 meter över havet.